# Sudemäe
Sudemäe – wieś w Estonii, w prowincji Tartu, w gminie Alatskivi.